# Оржицька сотня
Оржицька сотня — адміністративно-територіальна та військова одиниця за Гетьманщини. Сотений центр — містечко Оржиця. У 1649 році сотня мала 97 козаків яких очолював сотник Матяш. 
Сформована у складі Іркліївського полку весною 1648 року. За Зборівською угодою 1649 року 16 жовтня сотню включено до новоствореного Кропивнянського полку, в якому перебувала до його ліквідації у 1658 році. Територія і особовий склад відійшли до Лубенського полку і були розподілені між Горошинською і Яблунівською сотнями.